# Rachel Platten
Rachel Ashley Platten (Newton (Massachusetts), 20 mei 1981) is een Amerikaanse zangeres.

## Levensloop en carrière
Platten begon haar carrière in 2003. Tot 2015 was ze enkel bekend in de Verenigde Staten. Met haar single Fight Song stond ze onder meer in het Verenigd Koninkrijk op de eerste plaats.
Op 6 november 2015 kwam haar nummer Stand By You uit. Op 1 januari 2016 bracht Rachel Platten het album Wildfire uit, met hierop onder meer haar bekende nummers Fight Song, Stand By You, Better Place en Collide.
In augustus 2017 kwam haar single Broken Glass uit, dat ze live speelde tijdens haar optreden bij Good Morning America.

## Privé
In 2012 is Platten getrouwd. In juli 2018 beviel ze van haar eerste kind en in september 2021 volgde een tweede. 

## Discografie
| Single met eventuele hitnotering(en) in de Nederlandse Top 40 | Datum van verschijnen | Datum van binnenkomst | Hoogste positie | Aantal weken | Opmerkingen |
| ------------------------------------------------------------- | --------------------- | --------------------- | --------------- | ------------ | ----------- |
| Fight Song                                                    | 2015                  | wk 34                 | Tip2            | 5            |             |
| Stand By You                                                  | 2015                  |                       | -               |              |             |
| Better Place                                                  | 2015                  |                       | -               |              |             |
| Broken Glass                                                  | 2017                  |                       | -               |              |             |

| Single met hitnotering(en) in de Vlaamse Ultratop 50 | Datum van verschijnen | Datum van binnenkomst | Hoogste positie | Aantal weken | Opmerkingen |
| ---------------------------------------------------- | --------------------- | --------------------- | --------------- | ------------ | ----------- |
| Fight Song                                           | 2015                  | 29-08-2015            | 26              | 8            |             |
| Stand By You                                         | 2015                  |                       | Tip             | -            |             |
| Broken Glass                                         | 2017                  |                       | Tip             | -            |             |

- Gemeinsame Normdatei: 1081397454
- International Standard Name Identifier: 0000 0003 7745 8549
- Library of Congress Control Number: no2012101369
- MusicBrainz: 070c2401-1474-477d-b377-3e5827992fbf
- Virtual International Authority File: 255007763
- WorldCat: E39PBJfx9vt4KydKR44TYjQg8C